# Лавров, Иван Иванович (актёр)
Иван Иванович Лавров (1812—1890; настоящая фамилия Барсуков) — российский актёр и антрепренёр.

## Биография
Иван Лавров родился 1 (13) января 1812 года. Учился в Московском университете. Увидев игру П. С. Мочалова, решил стать актёром. Дебютировал в Рязани в 1834 году.
В 1837 году вступил в Харьковскую труппу Л. Ю. Млотковского. Большое значение в развитии таланта Лаврова имели советы Л. И. Млотковской и его совместные выступления во время гастролей с Мочаловым.
С 1849 по 1854 год занимался антрепренёрской деятельностью во Владимире, Рыбинске и Ярославле.
С 1864 по 1880 служил в труппе Н. Н. Дюкова в Харькове, где слыл любимцем публики. В последние годы перешёл на амплуа стариков и резонёров.
За свою творческую жизнь на сцене (46 лет) играл не сцене городов: Орёл, Воронеж, Рязань, Киев, Ярославль, Харьков и других.
Иван Иванович Лавров умер 3 (15) февраля 1890 года.
Уже после смерти актёра вышла книга его мемуаров «Автобиография актёра Ивана Ивановича Лаврова (Барсукова)» (Харьков, 1895).

## Роли в театре
- 1839 — «Гамлет» Шекспира. — Гамлет[2]
- «Князь Михайло Васильевич Скопин-Шуйский» Н. В. Кукольника — Скопин[1]
- «Лев Гурыч Синичкин» Д. Т. Ленского — Князь Ветринский
- «Уголино» Н. А. Полевого — Руджиеро
- «Коварство и любовь» Шиллера — Вурм
- «Ревизор» Н. В. Гоголя — Почтмейстер, Земляника
- «Графиня Клари Д‘Обервиль» Анисе-Буржуа и Деннери — Жорж Мориц